# آدریانا لیسبوا
آدریانا لیسبوا (به پرتغالی برزیل: Adriana Lisboa) (زادهٔ ۲۵ آوریل ۱۹۷۰) نویسندهٔ اهل برزیل است. او نویسندهٔ هفت رمان است و شعر، داستان کوتاه، مقاله و کتاب برای کودکان منتشر کرده‌است. آثار او که به زبان پرتغالی نوشته شده‌اند، به چندین زبان دیگر نیز ترجمه شده‌اند کلاغ آبی جدیدترین رمان لیسبوا است که به انگلیسی ترجمه شده‌است و توسط ایندیپندنت (لندن) به عنوان کتاب سال انتخاب شد.
آدریانا لیسبوا یکی از نویسندگان برجستهٔ برزیل است. آثار او از جمله جوایز زیر را دریافت کرده‌اند: جایزهٔ ادبی خوزه ساراماگو برای سمفونی در سفید (رمان)، بورسیهٔ بنیاد ژاپن، بورسیهٔ کتابخانهٔ ملی برزیل، و جایزهٔ تازه‌وارد سال از برزیل از دفتر بین‌المللی کتاب برای نسل جوان برای کتاب زبان ساخته‌شده از ضایعات، که یک کتاب شعر برای کودکان است. در سال ۲۰۰۷، جشنوارهٔ پایتخت جهانی کتاب بوگوتا از او به عنوان یکی از ۳۹ نویسندهٔ مهم آمریکای لاتین که زیر ۳۹ سال سن دارند یاد کرد.

## زندگی‌نامه
آدریانا لیسبوا در برزیل، فرانسه، نیوزلند و ایالات متحدهٔ آمریکا زندگی کرده‌است. او از دانشگاه ایالتی فدرال ریودوژانیرو (یونیرو) با مدرک کارشناسی در موسیقی فارغ‌التحصیل شد و دارای کارشناسی ارشد در ادبیات برزیل و دکترا در رشتهٔ ادبیات تطبیقی از دانشگاه ایالتی ریودوژانیرو (Uerj) است. او یک محقق مدعو در مرکز تحقیقات بین‌المللی ژاپن‌شناسی در کیوتو، در دانشگاه نیومکزیکو و در دانشگاه تگزاس، آستین بود. در سال‌های ۲۰۱۴ و ۲۰۱۷ در دانشگاه کالیفرنیا، برکلی به‌عنوان نویسندهٔ مدعو حضور داشت.
لیسبوا قبلاً به عنوان نوازنده فعالیت می‌کرد. او در هجده سالگی با آوازخوانی آوازهای برزیلی در فرانسه امرار معاش کرد و پس از آن یک نوازندهٔ فلوت و معلم موسیقی در برزیل شد.
او همچنین مترجمی است که با زبان‌های انگلیسی، فرانسوی و اسپانیایی کار می‌کند و آثار داستانی، شعر و ادبیات غیرداستانی از نویسندگانی مانند امیلی برونته، مارگارت اتوود، خوزه لزاما لیما، مارگریت دوراس، موریس بلانشو، کورمک مک‌کارتی، جاناتان سافران فوئرِ و رابرت را به پرتغالی ترجمه کرده‌است.
لیسبوا یک گیاهخوار و مدافع حقوق حیوانات است. او این موضوع را در داستان‌ها و اشعار خود برجسته کرده‌است.